# 德国商馆

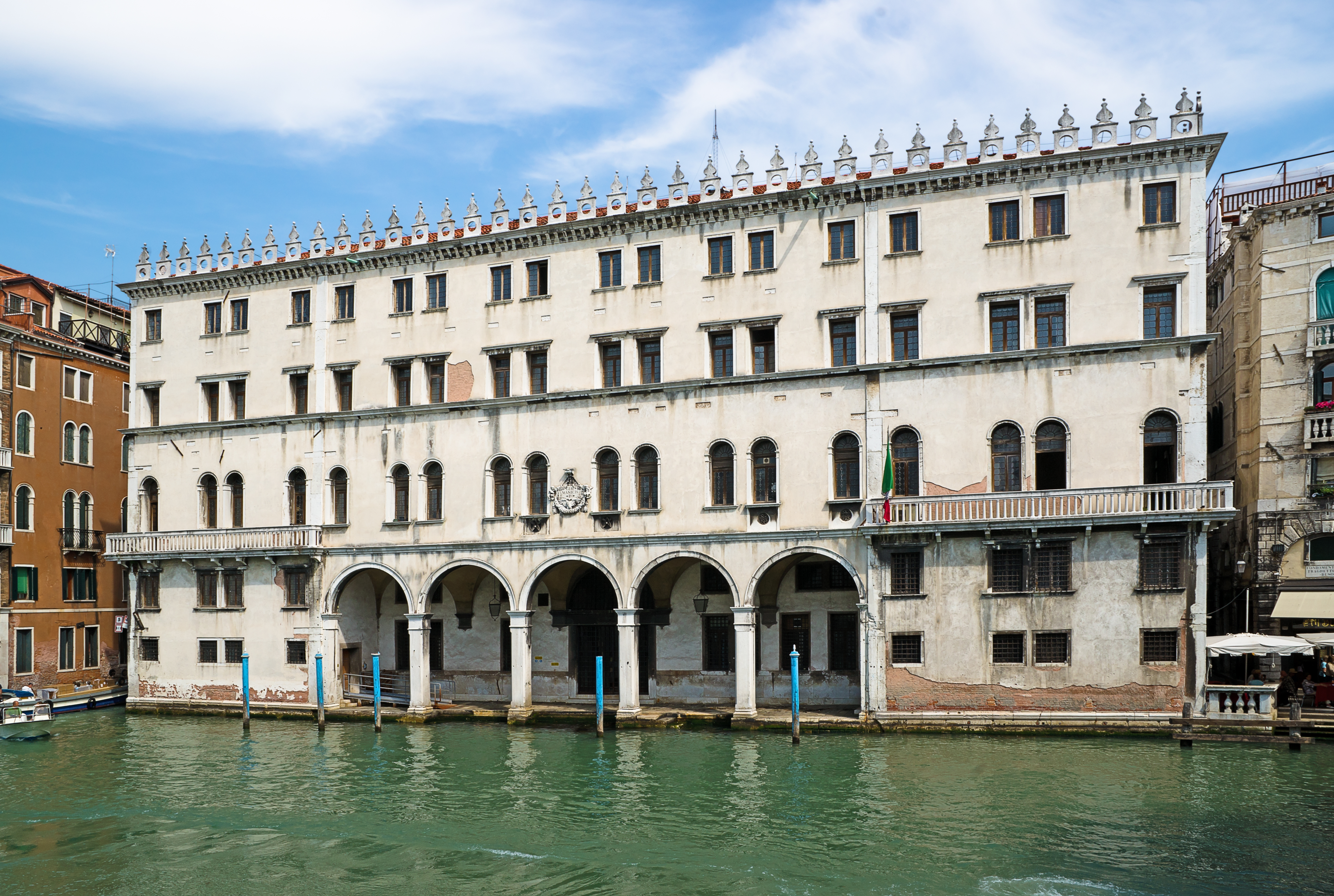
德国商馆

威尼斯德国商馆 (Fondaco dei Tedeschi；威尼斯语: Fontego dei Tedeschi)是意大利威尼斯的一座历史建筑，位于大运河畔，靠近里亚尔托桥。它曾是该市德国商人的总部和受限制的生活区。

## 历史
该建筑始建于1228年，1505-1508年于火灾后重建。这是一座非常实用的4层建筑，典型的意大利文艺复兴风格，围绕着一个宏伟的内庭院。如同土耳其商馆，德国商馆兼作仓库、市场和受限制的生活区。商人主要来自纽伦堡、尤登堡和奥格斯堡。
一楼可通过水路到达，用于存储，二楼用作办公室，上部则包含约160间宿舍。

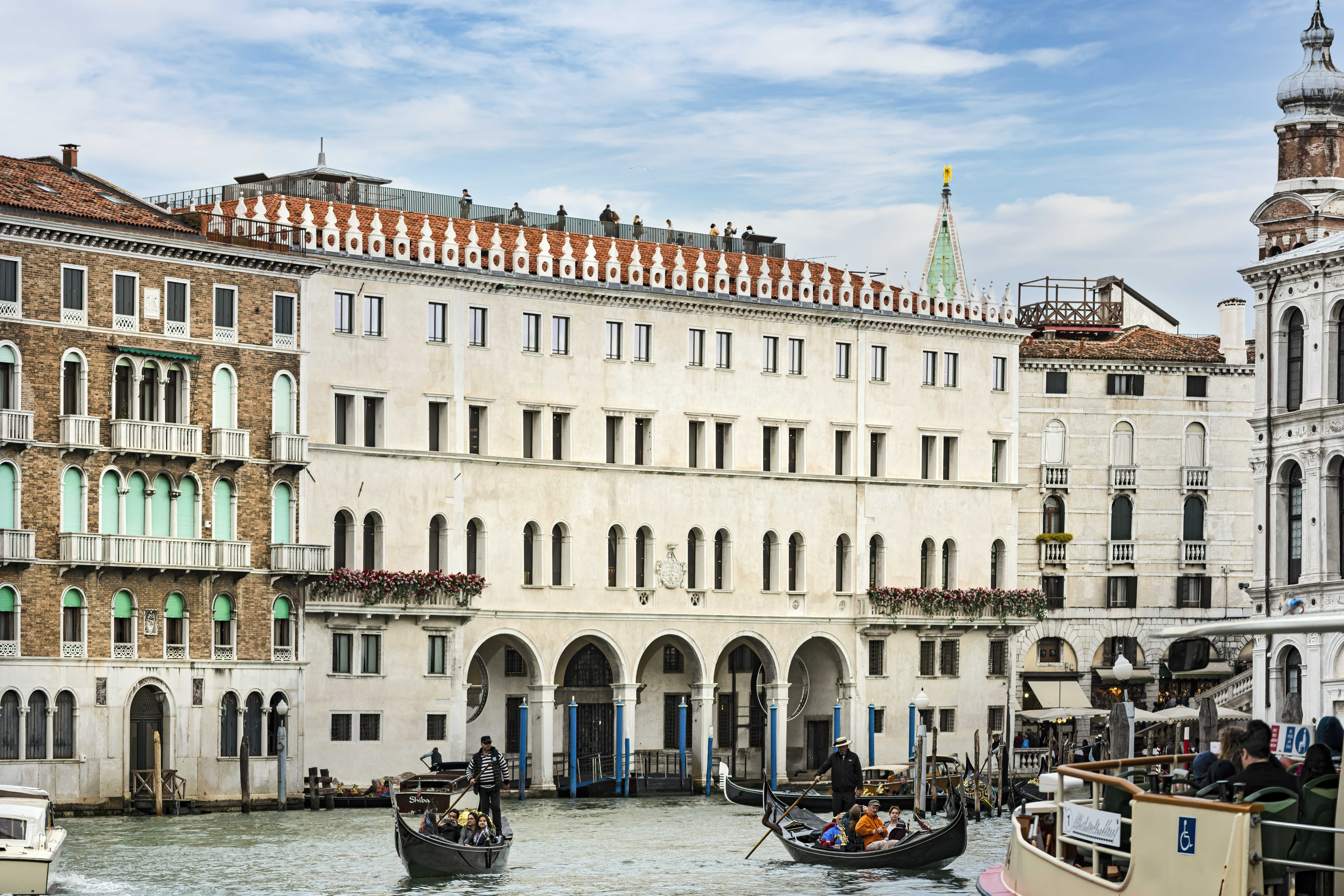
新立面和全景屋頂

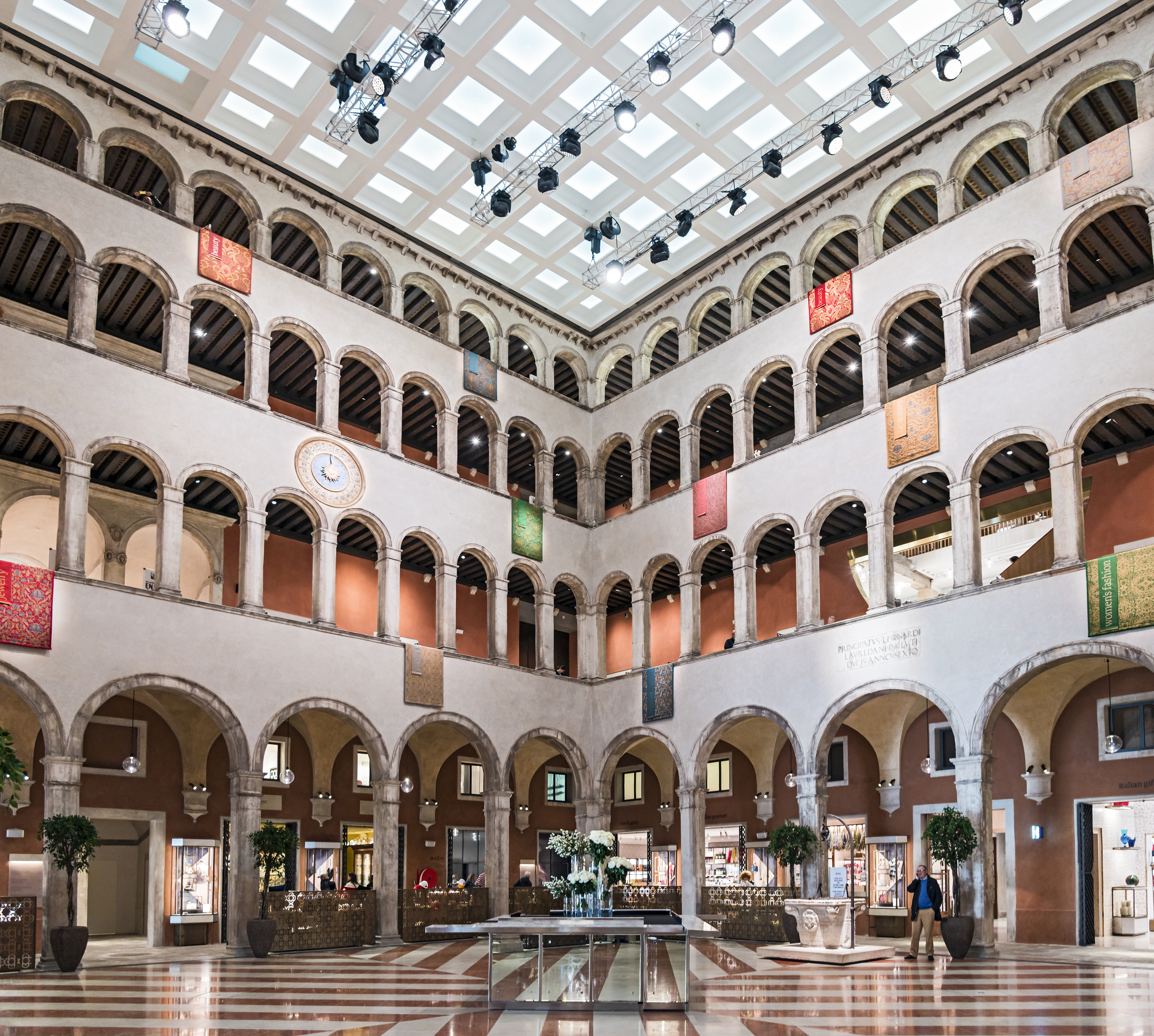
庭院和井

13世纪该建筑建成不久，德国商人就入驻，一直呆到拿破仑占领。这是这个城市最强大的商人群体之一，因此德国商馆成为一个重要的贸易中心，来自东方的商品在此集散，再越过阿尔卑斯山。威尼斯共和国对交易收取佣金。
德国侨民在附近的天主教堂圣巴尔多禄茂堂礼拜。
在20世纪，该建筑为意大利邮政的威尼斯总部。2008年，该建筑被卖给了贝纳通集团，荷兰建筑师雷姆·库哈斯规划将一个新的购物中心纳入这座文艺复兴建筑。 这引起了保全历史遗产的抗议活动。

## 艺术
在德国商馆面向大运河的立面上曾有乔尔乔尼绘制的壁画。曾有作家将其描述为“就好像有一线阳光停留于此”。但是如今的壁画已几乎不存，仅有很少的部分保存于威尼斯学院。
其内部装潢亦使用了当时的艺术巨匠，如乔尔乔尼和提香的画作，不过目前具体作品信息也几乎无存。Muraro, Michelangelo; Grabar, André. . London: Skira for Sunday Times Publications. 1963.